# Niceforonia dolops
Niceforonia dolops is een kikker uit de familie Strabomantidae en werd voor het eerst wetenschappelijk beschreven door Lynch & Duellmann in 1980. De soort komt voor op 3 verschillende plekken in de provincie Napo in Ecuador en aan de oostkant van de Andes in Putumayo (Colombia) op hoogtes van 1440 tot 1950 meter boven het zeeniveau. Niceforonia dolops wordt bedreigd door het verlies van habitat door de landbouw en houtkap.